# Linn LM-1

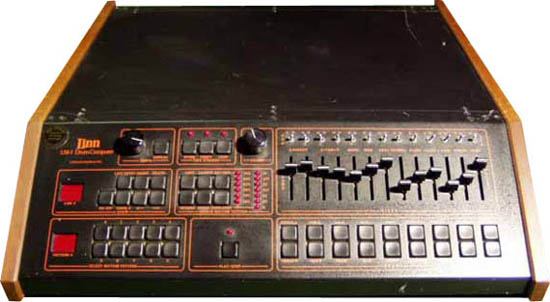
Linn LM-1 Drum Computer

Der LM-1 Drum Computer, hergestellt von Linn Electronics, war der erste programmierbare Drumcomputer, der digitale Samples von einem akustischen Schlagzeug verwendete. Erdacht und entwickelt wurde er von Roger Linn.

## Geschichte
Roger Linn war ein semiprofessioneller Gitarrist in Kalifornien. Im Jahr 1978 begann er den LM-1 als ein Begleitinstrument für sein Heimstudio zu entwickeln. Er wollte „Eine drum machine, die mehr konnte als nur voreingestellte Samba-Rhythmen abspielen und dabei wie eine Grille klingen.“ Linn hatte gelernt in BASIC und Assembler zu programmieren und begann an einem Computerprogramm zu arbeiten, das benutzerprogrammierte Rhythmusmuster abspielen und sie zu einem ganzen Song verbinden konnte. Linn war der Erste, der die Idee hatte, digitale Samples zu verwenden. Er erinnert sich nicht, wer die für die Samples benutzten Sounds eingespielt hatte. Es wird angenommen, dass es mehrere Studio-Schlagzeuger aus Los Angeles waren, möglicherweise James Gadson, Art Wood, Ron Tutt oder Jeff Porcaro.
Linn verwendete einen 8-Bit-Kompander-Digital-Analog-Umsetzer-Chip, um die eingebauten, digitalisierten Sounds in ein analoges Audiosignal umzuwandeln. Sein erster in der Zeit um 1979 gebauter Prototyp war in einer Pappschachtel untergebracht und Linn vertrieb diesen auf Partys an seine Co-Musiker, unter ihnen Peter Gabriel, Gruppenmitglieder von Fleetwood Mac und Stevie Wonder. Insgesamt wurden etwa 525 Stück gebaut und bis 1983 verkauft, dann kam der LinnDrum auf den Markt. Die ersten 35 Geräte wurden in Linns Haus zusammengebaut, bevor „360 Systems“ die Produktion und Vermarktung übernahm.

## Vertrieb
Anfang 1980 wurde er für 4.995 US-Dollar verkauft, verteuerte sich dann auf 5.500 US-Dollar, als zusätzliche Funktionen ergänzt wurden. Danach sank der Preis wieder auf 4.995 US-Dollar und konnte aufgrund von Kostenreduktionen auf 3.995 US-Dollar reduziert werden, bevor die Produktion nach dem Erscheinen des Nachfolgers LinnDrum eingestellt wurde. Er wurde in den 1980er Jahren von Künstlern benutzt wie Prince, Michael Jackson, Madonna, The Human League, Peter Gabriel, Wally Badarou, Kraftwerk, Ultravox, Falco, Kate Bush und anderen.